# Ramon Martí i Alsina

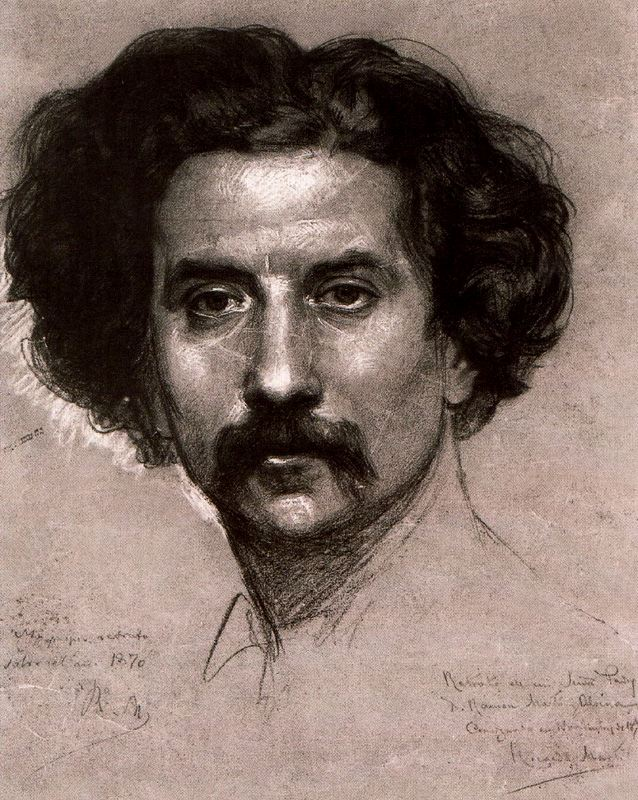
Ramon Martí i Alsina: Selbstporträt, 1870

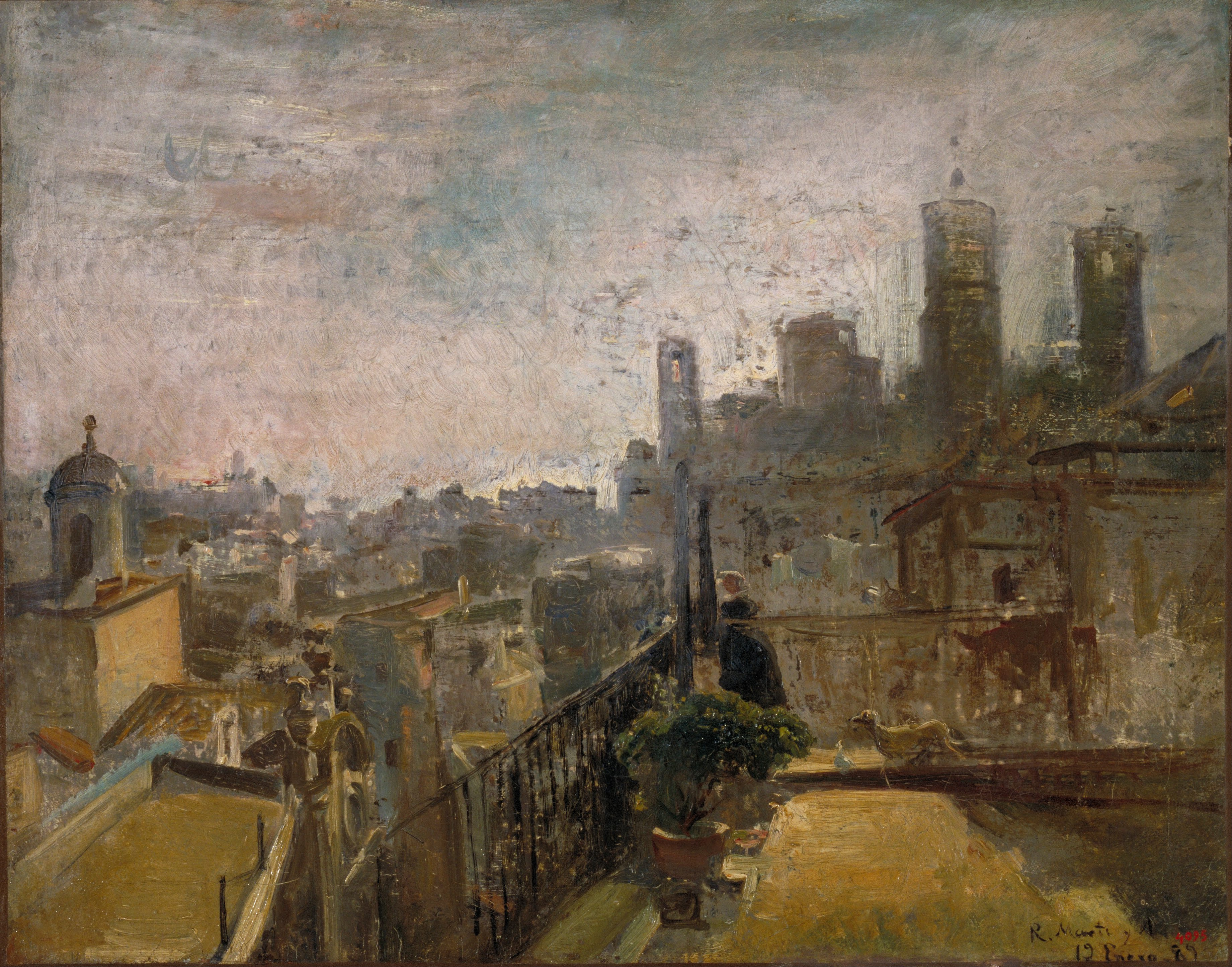
Ramon Martí i Alsina: Barcelona, Sicht von einer Dachterrasse im Stadtteil „Riera de Sant Juan“, Öl auf Leinwand, 1889

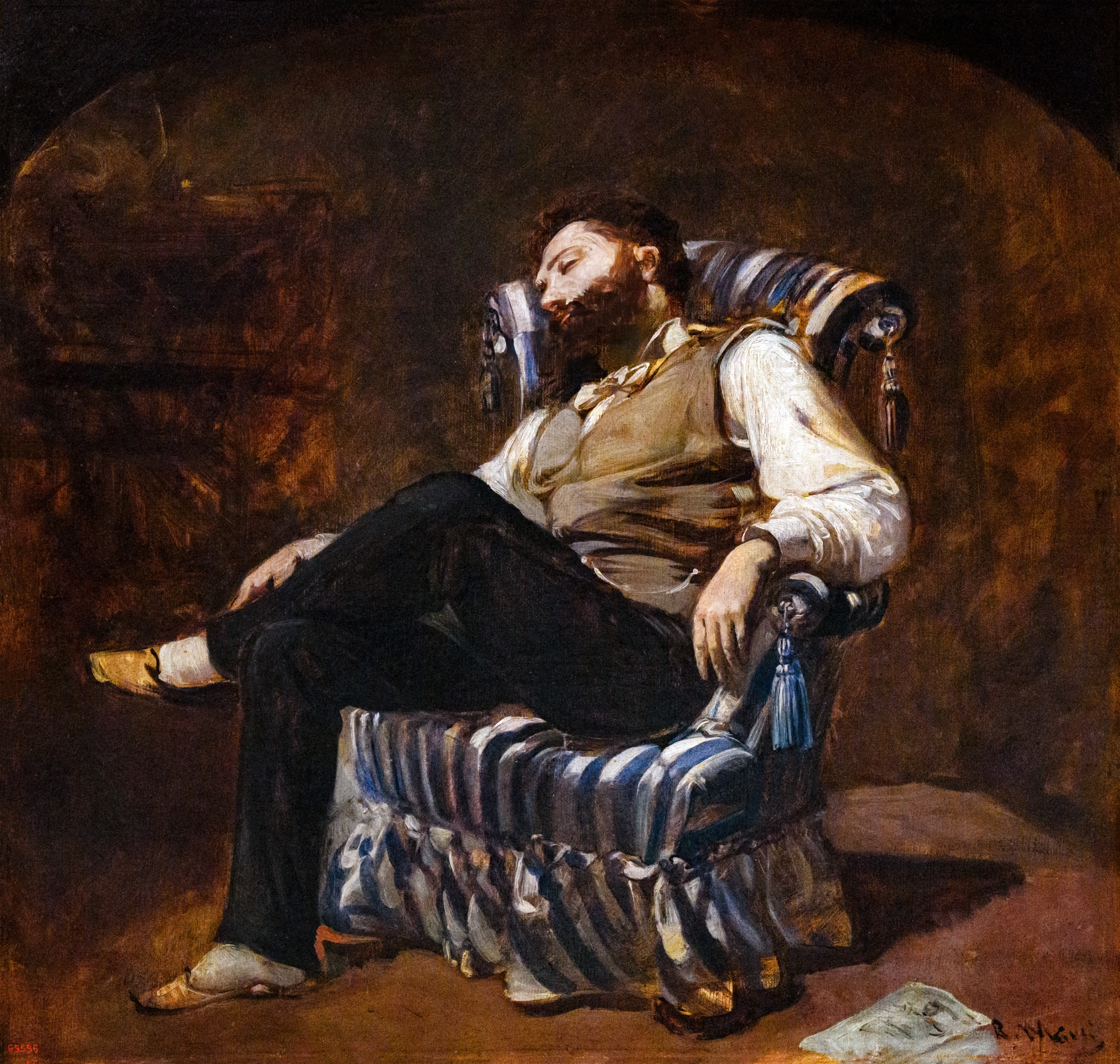
Ramon Martí i Alsina: Siesta (die Pause), Öl auf Leinwand, 1884

Ramon Martí i Alsina (* 10. August 1826 in Barcelona; † 21. Dezember 1894 ebenda) war ein spanischer Maler, der den Realismus in die spanisch-katalanische Malerei eingeführt hat. Er hat mit diesem künstlerischen Stilwechsel bzw. auch Stilbruch die katalanische Schule der Modernen Malerei ins Leben gerufen. Als Kunstdozent hat er viele katalanische Maler der folgenden Generation wie beispielsweise Joaquim Vayreda künstlerisch geprägt.

## Leben und Werk
Als Ramon Martí acht Jahre alt war, starb sein Vater. Trotz der durch diesen Tod bedingten Geldschwierigkeiten der Familie konnte Martí von 1840 bis 1844 ein Studium in Zeichnung an der Llotja von Barcelona absolvieren. 1845 legte er ein Abitur in Geisteswissenschaften und Philosophie ab. Zu Beginn seiner Laufbahn malte Martí vor allem Porträts. Gleichzeitig übersetzte er geisteswissenschaftliche Werke aus dem Französischen. Zudem schrieb er romantisch beeinflusste Dramen in Versform. Diese Dramen wurden nie veröffentlicht. 
1850 heiratete er Carlota Aguiló. 1852 wurde er zum Professor für Arithmetik und Geometrie an der Llotja ernannt. 1854 wurde er Professor für Personendarstellung an der gleichen Akademie. Während dieser Zeit unternahm er Studienreisen nach Paris. Er ließ sich dort vor allem durch das Werk von Gustave Courbet inspirieren, das seit Mitte des 19. Jahrhunderts die Welt der Malerei revolutionierte. Auf der Basis dieser Studienerfahrungen entwickelte Martí seinen eigenen realistischen Stil, speziell in der Technik des Zeichnens, dem Einsatz der Farben und der Darstellung des Lichtes. Thematisch reflektierte Martí seine Umwelt, also die Landschaft und die Bewohner Kataloniens. Als einer der ersten katalanischen Maler ging er im Gegensatz zu den reinen Ateliermalern in die Natur und fertigte dort Skizzen an, die er im Atelier zu ausgereiften Leinwandwerken weiterentwickelte. Der künstlerische Inhalt kontrastiert scharf einerseits gegenüber den katalanischen Nazarenern der Zeit und andererseits gegenüber der in Spanien üblichen pompösen Geschichtsmalerei. 1858 erhielt er einen dritten Preis in der Nationalausstellung für schöne Künste in Madrid; 1860 erhielt er beim gleichen Wettbewerb einen zweiten Preis. 1859 wurde er Mitglied der „Acadèmia de Belles Arts“ (Akademie der Schönen Künste) in Barcelona. 1866 trat er aus politischen Gründen aus dieser Akademie aus. Martí vertrat republikanische, liberale Werte. Zudem zeigte er einen Hang zum Atheismus und Antiklerikalismus. All dies offenbarte sich in seinen Werken. 1870 gab er auch die Professur an der Llotja auf. Er wollte und konnte nicht auf die Verfassung von 1869 schwören, auf deren Basis Amadeus I von Spanien gekrönt worden war. Einen solchen Schwur hätte er als Verrat an der Revolution von 1868 empfunden. 1873, während der Ersten Spanischen Republik, erlangte Martí seine Professorenstelle an der Llotja zurück.
Ende der 1860er Jahre änderte Martí seinen reinen realistischen Kunststil der analytischen Formen zu einem eher synthetischen Stil mit zahlreichen künstlerischen Effekten. Er erweiterte seine bisheriges Themenfeld der Darstellung von Menschen, Landschaften und urbanen Bilder um nackte, weibliche Figuren, Küstenlandschaften, Stillleben, Allegorien, Szenen von Sitten und Gebräuchen sowie historische Bilder. Markantes Beispiel für seine Historienmalerei ist das in der Breite 11 Meter messende Bild „Els Defensors de Girona“ („Die Verteidiger von Girona“).
1878 starb seine erste Ehefrau. Er unternahm im Anschluss an diesen Schicksalsschlag eine Reise nach Paris, die ihn wohl auch nach Belgien und Holland führte. Nach seiner Rückkehr fertigte er Bilder in fast industrieller Produktion. Er arbeitete mit mehreren Ateliers zusammen, in denen Mitarbeiter nach seinen Maßgaben Bilder fertigten, die er dann über- oder endbearbeitete. Solche Bilder signierte er oft auch am Schluss des Fertigungsprozesses. Sein künstlerischer Ruf nahm Schaden und der wirtschaftliche Erfolg blieb ebenfalls aus. Man behauptete, dass er in dieser Zeit mehr als 4000 Ölgemälde signiert hat. Um 1870 hatte er wohl in seiner Mappe circa 1200 Zeichnungen vorrätig.
1889 heiratete er Francisca Chillida. Gegen Ende seines Lebens besann er sich wieder auf seine herausragenden Malereigenschaften. Er verkörperte jetzt wieder das einzelgängerisch orientierte Malergenie. In seinem Spätwerk suchte und fand er wieder neue künstlerische Ausdrucksformen speziell in der Strichführung des Pinsels. Diese Technik reichte sehr nah an Maltechniken des Impressionismus heran.
Martí gilt als der Wegbereiter des Realismus in der Bildenden Kunst Kataloniens. Als Professor an der Llotja hat er zahlreiche Künstler der folgenden Generation wie Joaquim Vayreda, Modest Urgell i Inglada, Francesc Galofré i Oller, Ramon Tusquets i Maignon, Josep Lluís Pellicer i Fenyé, Francesc Torrescassana i Sallarés Josep Armet i Portanell sowie Jaume Pahissa i Laporta ausgebildet und geprägt. Martí war mit seinem künstlerischen Engagement der Initiator der Modernen Malerei in Katalonien.